# Place du Théâtre (Dijon)
Pour les articles homonymes, voir Place du Théâtre.
La place du Théâtre est une place du centre-ville de Dijon, dans son secteur sauvegardé.

## Situation et accès
La place du théâtre est une place touristique et vivante de la ville de Dijon du fait de son emplacement géographique. En effet elle est située non loin du Musée des Beaux-arts de la ville. Elle est constituée d'un grand théâtre à l'italienne de style Néoclassique, d'une bibliothèque municipale située dans l'ancienne Nef ou église Saint-Étienne et de l'église Saint-Michel. Plusieurs brasseries, hôtels, banques ou encore une ancienne librairie se trouve sur cette place. Son architecture est plutôt bourgeoise passant du Néoclassique à l'haussmannien.
Cette place a été, jusqu'en 2013, date de la piétonnisation de la rue de la Liberté, une place où se mêlaient tous les modes de transports (bus, taxis, vélos et diviacity) et piétons. Des travaux de voirie ont lieu actuellement afin de rendre la place piétonne dans la plus grande partie et ainsi limiter le trafic.

## Origine du nom
Ancienne place Saint-Étienne, la place du Théâtre prend son nom actuel en 1904, lors d'un grand mouvement de laïcisation des noms de rues et places porté par la majorité socialiste et anticléricale nouvellement élue du Conseil Municipal. Elle porte ce nom en raison de la proximité du théâtre à l'italienne de style Néoclassique de Dijon.

## Historique
La place doit son nom au grand théatre, œuvre de Jacques Cellerier et de Simon Vallot édifié entre 1810 et 1828 sur l'emplacement de la Sainte-Chapelle.
L’immeuble de la Caisse d’épargne de la place du Théâtre a été construit entre 1889-1890, selon les plans de l’architecte Arthur Chaudouet .

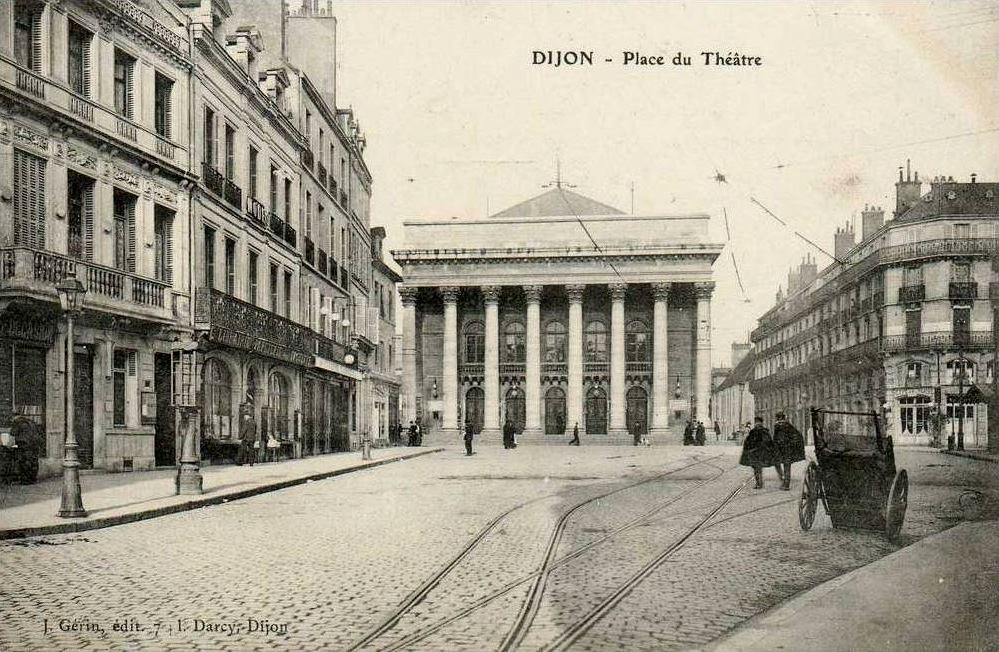
Place du Théâtre

## Galerie

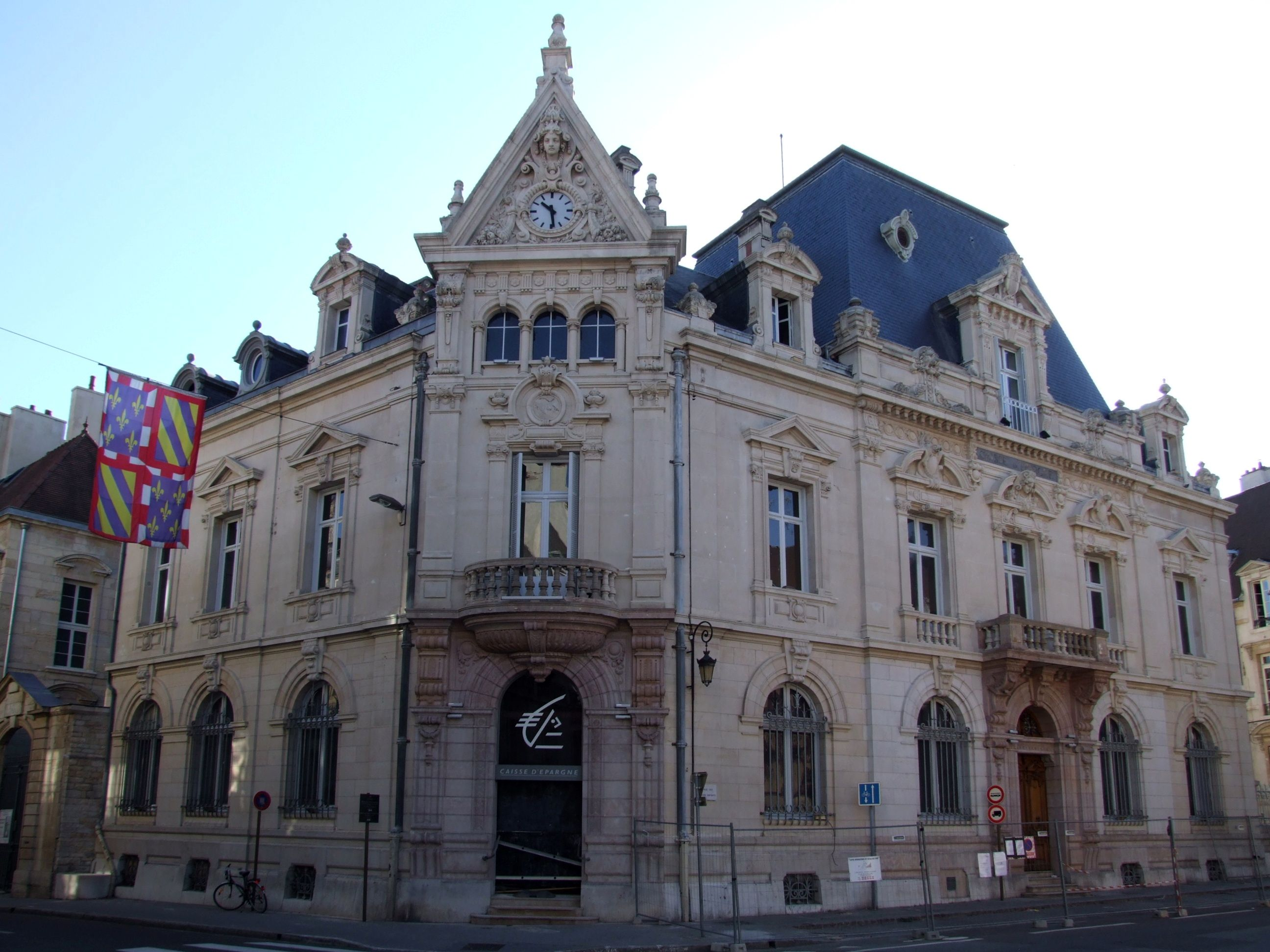
Caisse d'épargne, place du théâtre
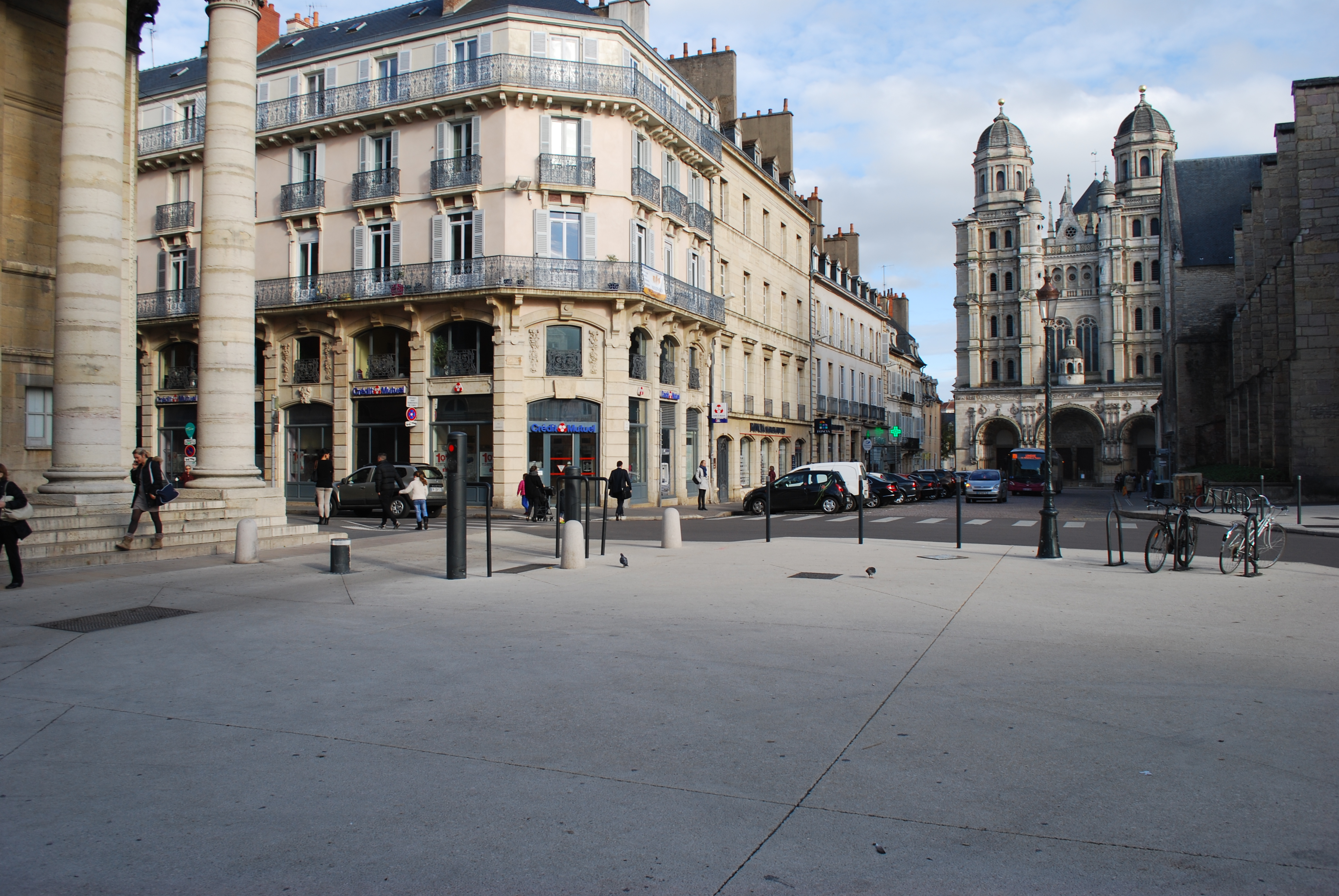
Vue sur l'Église Saint-Michel
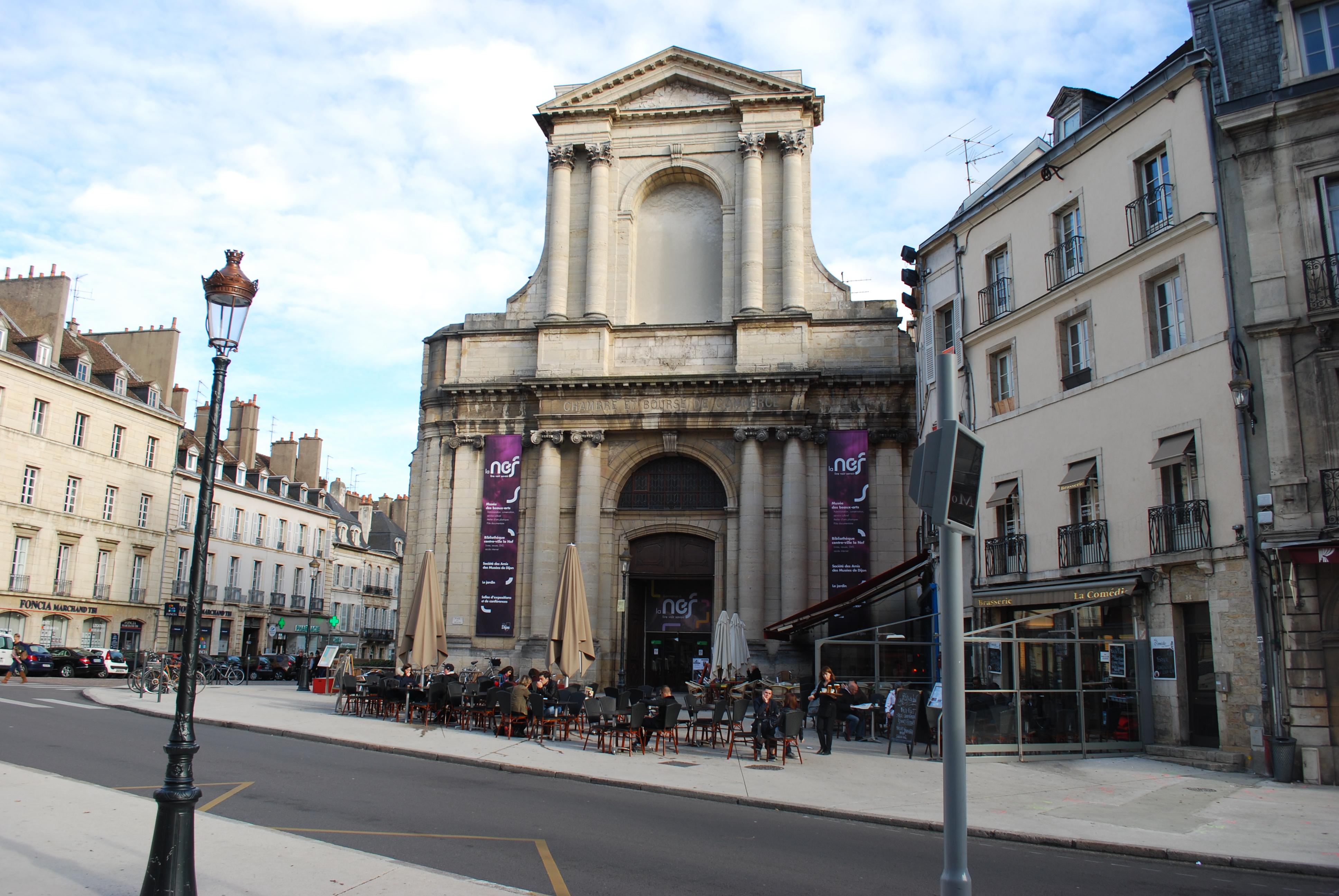
La Nef et les brasseries : Trinidad et la Comédie
Vue panoramique de la place du Théâtre